# Gaius Norbanus (Konsul 83 v. Chr.)
Gaius Norbanus (das Cognomen Balbus ist sehr unsicher; † 82/81 v. Chr. in Rhodos) war ein römischer Politiker der späten Republik.
Norbanus stammte aus Norba und trat als erster seiner Familie (homo novus) die Ämterlaufbahn (cursus honorum) an. Norbanus wird zu den Popularen gerechnet und war Anhänger des Lucius Appuleius Saturninus. 103 v. Chr. klagte er als Volkstribun erfolgreich Quintus Servilius Caepio aufgrund der Niederlage gegen die Kimbern bei Arausio an. Vermutlich 101 v. Chr. (in Umkehrung der üblichen Reihenfolge) war er unter Marcus Antonius Quästor in Kilikien. 94 v. Chr. verteidigte ihn Antonius gegen eine Anklage wegen maiestas-Verletzung bei der Anklage gegen Caepio. In diesem Prozess wurde Norbanus freigesprochen. Als Prätor während des Bundesgenossenkriegs und danach (wohl 89 v. Chr. und als Proprätor im folgenden Jahr oder den folgenden Jahren) war Norbanus Statthalter von Sizilien.
Als Konsul 83 v. Chr. trat er dem in Italien gelandeten Sulla entgegen, wurde aber am Berg Tifata geschlagen und zog sich nach Capua zurück, wo er sich eine Zeit lang halten konnte. Als Prokonsul im folgenden Jahr erlitt Norbanus bei Faventia in Oberitalien eine Niederlage gegen Sullas Unterfeldherrn Quintus Caecilius Metellus Pius. Sein Legat Albinovanus lief darauf zu Metellus über. Norbanus konnte entkommen und gelangte nach Rhodos, wo er sich als Proskribierter das Leben nahm.
Sein gleichnamiger Sohn war 83 v. Chr. Münzmeister und ließ einen Denar prägen, der auf seiner Rückseite mit Kornähre, Faces und Caduceus daran erinnert, dass sein Vater im selben Jahr die Getreideversorgung organisierte.

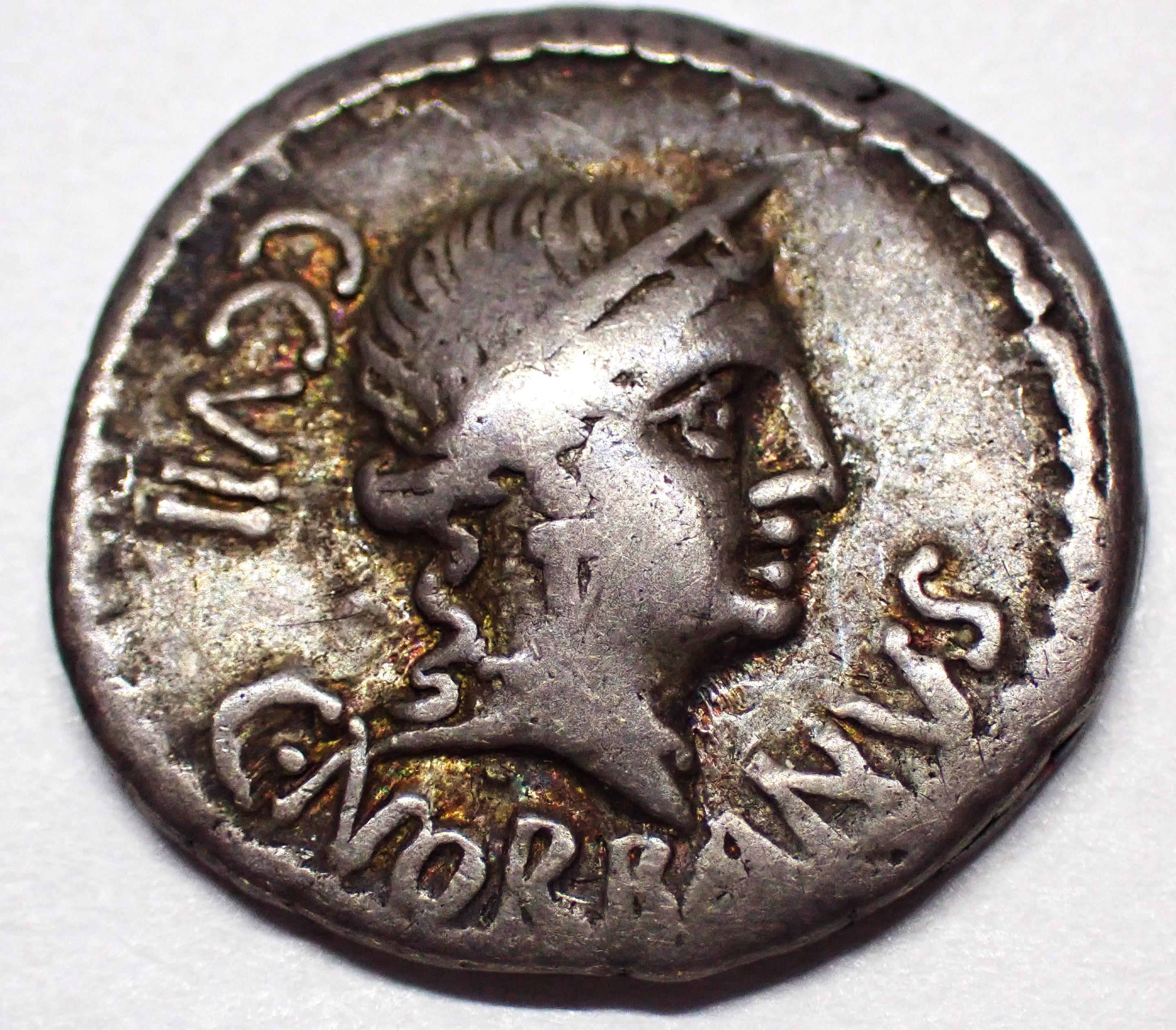
Venus auf Denar des Norbanus, 83 v. Chr., Albert 1243

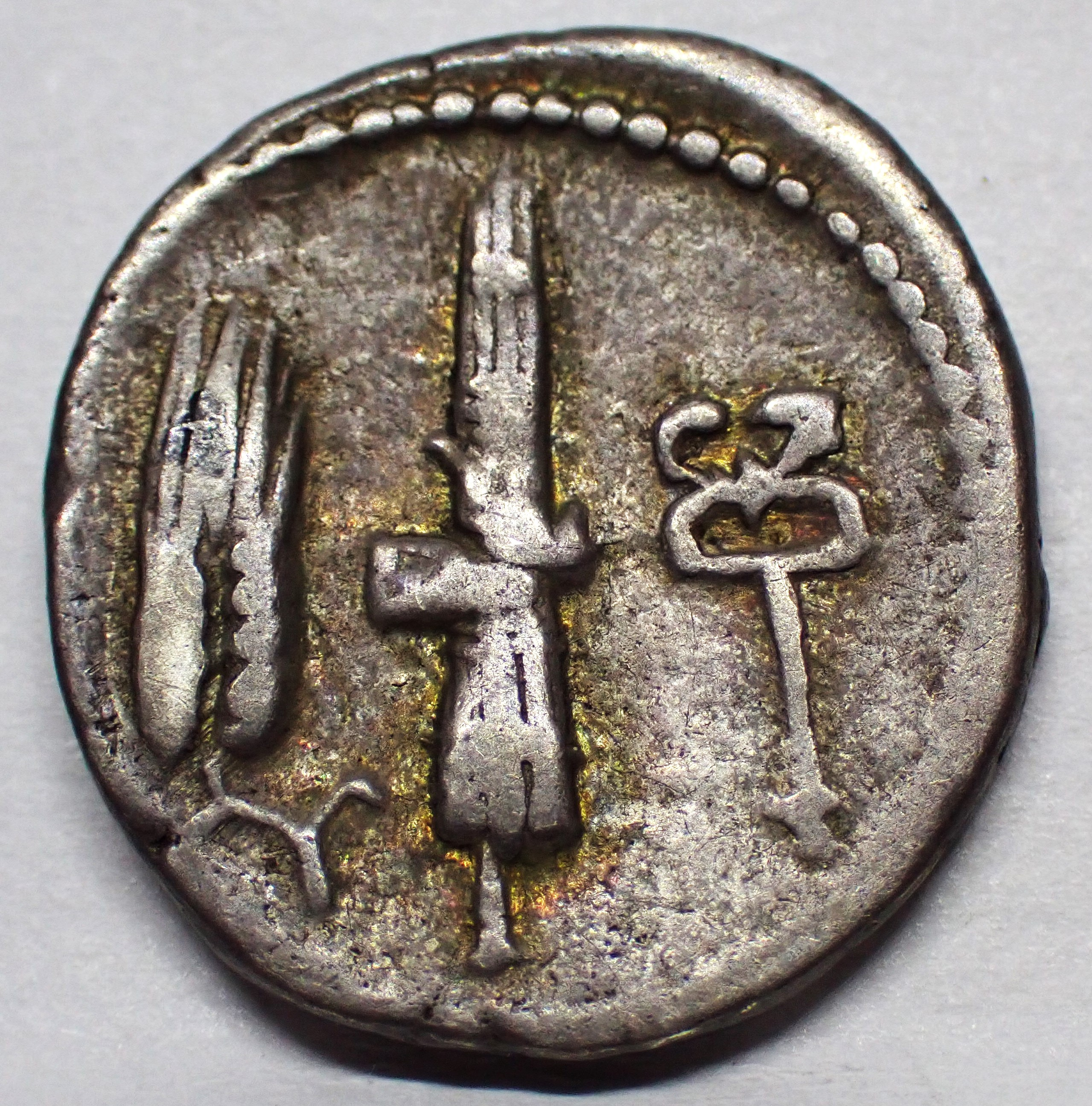
Denarrückseite erinnert an die Getreideversorgung durch Vater des Norbanus, 83 v. Chr., Albert 1243